# 中山町立中山中学校
中山町立中山中学校（なかやまちょうりつ なかやまちゅうがっこう）は、山形県東村山郡中山町にある公立中学校。中山町唯一の中学校である。

## 沿革
- 1965年（昭和40年）4月1日 - 中山町立長崎中学校と中山町立豊田中学校が統合して中山町立中山中学校が開校する[2]。
- 1968年（昭和43年） - 旧校舎完成
- 2017年（平成29年） - 新校舎、人工芝グラウンド、テニスコート完成

## 学区
- 中山町全域

## 所在地
- 山形県東村山郡中山町大字長崎4880

## 生徒数
| 年度 | 男子 | 女子 | 計  |
| ---- | ---- | ---- | --- |
| 2012 | 176  | 165  | 341 |
| 2009 | 194  | 180  | 374 |
| 2008 | 209  | 189  | 398 |
| 2007 | 204  | 197  | 401 |
| 2006 | 220  | 200  | 420 |
| 2005 | 225  | 209  | 434 |
| 2004 | 255  | 204  | 459 |
| 2003 | 241  | 212  | 453 |
| 2002 | 241  | 240  | 481 |

## 部活動
野球、サッカー、男子バスケットボール、女子バスケットボール、ソフトボール、バレーボール、剣道、柔道、男子卓球、女子卓球、男子ソフトテニス、女子ソフトテニス、吹奏楽、美術、科学